# 中川寛治

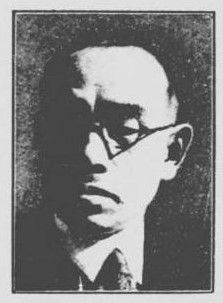
中川寛治

中川 寛治（なかがわ かんじ、1897年（明治30年）3月11日 - 1984年（昭和59年）11月29日）は、大正から昭和期の実業家、政治家。衆議院議員、富山県下新川郡泊町長。

## 経歴
富山県下新川郡泊町（現朝日町）で、綿商人・中川屋、中川彦吉の長男として生まれる。1909年（明治42年）家督を相続した。1919年（大正8年）早稲田大学政治経済科を卒業した。三菱海上保険会社に入社したが、1926年（大正15年）に退職して帰郷し農業を営む。
また、黒東銀行取締役、泊銀行取締役、泊通運取締役、泊郵便局長などを務めた。1939年（昭和14年）9月、立憲民政党公認で富山県会議員に選出され、1期約3年間在任し、同副議長も務めた。1939年、初代泊町警防団長に就任した。
1942年（昭和17年）4月、第21回衆議院議員総選挙に翼賛政治体制協議会の推薦を受け富山県第1区から出馬して当選し、衆議院議員に1期在任した。この間、大政翼賛会富山県支部常務委員、同理事、同協力会議員、同支部庶務部長、泊産業組合長、翼賛政治会政調文部・厚生兼務委員などを務めた。1945年（昭和20年）3月22日、泊町長に就任し1946年（昭和21年）5月5日まで在任し戦後の復興に努めた。1945年12月、日本進歩党の結成に参画し富山県支部幹部に就任。その後、公職追放となった。
戦後は、三共運輸運輸取締役、泊タクシー社長、黒東土建工業社長、小川温泉社長、同会長、富山県人事委員会委員長などを務めた。

## 親族
- 母 中川すけ（中川周三郎長女）[5]